# 関口凱心
関口 凱心（せきぐち かいしん、2001年9月24日 - ）は、埼玉県川口市出身のプロサッカー選手。Jリーグ・RB大宮アルディージャ所属。ポジションはディフェンダー（DF）。

## 来歴
中学時代は大宮アルディージャのジュニアユースに所属していた。その後、西武台高校を経て山梨学院大学に進学。
2023年4月4日、2024年シーズンからの大宮アルディージャ加入内定が発表された。その後、特別指定選手に承認され、4月22日のJ2リーグ第11節・清水エスパルス戦でJリーグデビューを飾った。
2024年9月14日、第28節北九州戦で、途中出場から後半アディショナルタイムにプロ初ゴールとなるダメ押し弾を決めた。その後の第33節今治戦でも途中出場、引き分け以上で優勝が決まる中後半29分に同点ゴールを決め、大宮をJ3優勝に導いた。

## 所属クラブ
- 柳崎SCJ
- 大宮アルディージャJr.ユース
- 西武台高校
- 山梨学院大学
  - 2023年  大宮アルディージャ（特別指定選手）[3]
- 2024年 -  大宮アルディージャ / RB大宮アルディージャ

## 個人成績
| 国内大会個人成績 | 国内大会個人成績 | 国内大会個人成績 | 国内大会個人成績 | 国内大会個人成績 | 国内大会個人成績 | 国内大会個人成績 | 国内大会個人成績 | 国内大会個人成績 | 国内大会個人成績 | 国内大会個人成績 | 国内大会個人成績 |
| 年度             | クラブ           | 背番号           | リーグ           | リーグ戦         | リーグ戦         | リーグ杯         | リーグ杯         | オープン杯       | オープン杯       | 期間通算         | 期間通算         |
| 年度             | クラブ           | 背番号           | リーグ           | 出場             | 得点             | 出場             | 得点             | 出場             | 得点             | 出場             | 得点             |
| 日本             | 日本             | 日本             | 日本             | リーグ戦         | リーグ戦         | リーグ杯         | リーグ杯         | 天皇杯           | 天皇杯           | 期間通算         | 期間通算         |
| ---------------- | ---------------- | ---------------- | ---------------- | ---------------- | ---------------- | ---------------- | ---------------- | ---------------- | ---------------- | ---------------- | ---------------- |
| 2023             | 大宮             | 37               | J2               | 3                | 0                | -                | -                | 0                | 0                | 3                | 0                |
| 2024             | 大宮             | 37               | J3               | 10               | 2                | 2                | 0                | 1                | 0                | 14               | 2                |
| 2025             | 大宮             | 37               | J2               |                  |                  |                  |                  |                  |                  |                  |                  |
| 通算             | 日本             | 日本             | J2               | 3                | 0                | -                | -                | 0                | 0                | 3                | 0                |
| 通算             | 日本             | 日本             | J3               | 10               | 2                | 2                | 0                | 1                | 0                | 14               | 2                |
| 総通算           | 総通算           | 総通算           | 総通算           | 13               | 2                | 2                | 0                | 0                | 0                | 17               | 2                |

- 2023年は特別指定選手

出場歴
- Jリーグ初出場 - 2023年4月22日 J2第11節 清水エスパルス戦 (NACK5スタジアム大宮)
- Jリーグ初得点 - 2024年9月14日 J3第28節 ギラヴァンツ北九州戦 (NACK5スタジアム大宮)

## タイトル

### クラブ
大宮アルディージャ
- J3リーグ：1回（2024年）
- 埼玉県サッカー選手権大会：1回（2024年）